# 何志文
何志文（ハ・ジウェン、か・しぶん、He Zhiwen、1961年5月31日 - ）は、中国出身、スペイン国籍の卓球選手。左利き。ペンホルダー。
世界ランキングは最高24位。
スペイン人には本名の正確な発音が難しいため、フアニート（Juanito）という愛称で知られる。

## 経歴
中国の浙江省出身。1985年の世界卓球選手権では中国代表として男子ダブルスに出場し、Fan Changmaoと組んで銅メダルを獲得した。準決勝では結果的に優勝することとなるスウェーデンのミカエル・アペルグレンとUlf Carlsson組に敗れている。
1989年にスペインのグラナダに移住し、1996年にスペイン国籍を取得した。フーラ・モレスTTクラブに所属している。1997年の世界選手権では準々決勝まで勝ち進み、中国の閻森に敗れたがベスト8となった。2005年の世界選手権シングルスでは4回戦まで勝ち進み、スウェーデンのペーテル・カールソンに敗れたがベスト16となった。
45歳だった2006年には世界ランキング41位だった。オリンピックの卓球競技には2004年・2008年・2012年と3度出場している。2008年の北京五輪ピックでは2回戦で北朝鮮のジャン・ソンマンに敗れた。51歳だった2012年にロンドンオリンピックに出場したが、3回戦でルーマニアのアドリアン・クリサンに敗れた。
2013年のヨーロッパ卓球選手権では男子ダブルスに出場し、カルロス・マチャードと組んで銅メダルを獲得した。2015年のスペイン・オープンでは男子ダブルスに出場し、カルロス・マチャードと組んで優勝を果たした。この時何志文は54歳であり、ITTFワールドツアーにおける最高齢優勝記録を更新した。

## 成績

### 世界選手権
中国代表として
- 1985: 世界卓球選手権 男子団体 優勝
- 1985: 世界卓球選手権 男子ダブルス 銅メダル

スペイン代表として
- 1997: 世界卓球選手権 男子シングルス ベスト8（5回戦敗退）
- 2000: 世界卓球選手権 男子団体 21位
- 2003: 世界卓球選手権 男子シングルス ベスト32（3回戦敗退）
- 2005: 世界卓球選手権 男子シングルス ベスト16（4回戦敗退）

### ヨーロッパ選手権
スペイン代表として
- 1998: ヨーロッパ卓球選手権 男子団体 12位
- 2000: ヨーロッパ卓球選手権 混合ダブルス 5位
- 2000: ヨーロッパ卓球選手権 男子シングルス 9位
- 2005: ヨーロッパ卓球選手権 男子ダブルス 9位
- 2005: ヨーロッパ卓球選手権 混合ダブルス 66位
- 2013: ヨーロッパ卓球選手権 男子ダブルス 銅メダル

### オリンピック
スペイン代表として
- 2004: アテネ五輪 男子シングルス 2回戦敗退
- 2008: 北京五輪 男子シングルス 2回戦敗退
- 2012: ロンドン五輪 男子シングルス 3回戦敗退